# Gimnastică la Jocurile Olimpice de vară din 1896 - Paralele pe echipe masculin
Proba masculină de gimnastică paralele pe echipe de la Jocurile Olimpice de vară din 1896 a avut loc pe 9 aprilie 1896. A fost una din cele 8 probe de gimnastică, la care au luat parte două echipe grecești și una germană, cea din urmă câștigând competiția.

## Context
Aceasta a fost singura dată când proba a fost prezentă la Jocurile Olimpice, fiind una dintre cele două probe de aparate pe echipe disputate la Jocurile din 1896 (împreună cu un concurs de bară orizontală pe echipe).

## Formatul competiției
Au fost puse la dispoziția echipelor 10 seturi de bare paralele. Cu toate acestea, se pare că nu a existat nicio limită în ceea ce privește mărimea echipelor, deoarece una dintre ele a depășit 30 de membri. Arbitrii au punctat exercițiile în funcție de execuție, ritm și dificultate tehnică.

## Program
| Dată                | Dată                | Oră   | Etapă  |
| Gregorian           | Iulian              | Oră   | Etapă  |
| ------------------- | ------------------- | ----- | ------ |
| Joi, 9 aprilie 1896 | Joi, 28 martie 1896 | 14:30 | Finală |

## Rezultate
| Loc | Țară     | Echipă      | Liderul echipei         | Sportivi |
| --- | -------- | ----------- | ----------------------- | --- |
| 1   | Germania | Germania    | Fritz Hofmann           | Konrad Böcker, Alfred Flatow, Gustav Flatow, Georg Hilmar, Fritz Manteuffel, Karl Neukirch, Richard Röstel, Gustav Schuft, Carl Schuhmann, Hermann Weingärtner |
| 2   | Grecia   | Panellinios | Spyridon Athanasopoulos | Nikolaos Andriakopoulos, Petros Persakis, Thomas Xenakis, alți 29 sportivi, numele nu sunt cunoscute                                                           |
| 3   | Grecia   | Ethnikos    | Ioannis Chrysafis       | Ioannis Mitropoulos, Dimitrios Loundras, Filippos Karvelas, alți 15 sportivi, numele nu sunt cunoscute                                                         |